# Мирович Роман Денисович
Роман Денисович Мирович (1892—1971) — український публіцист та історик , один з активних учасників москвофільського політичного руху у Галичині XX сторіччя .

## Життєпис
Народився у селі Вовчищовичі (нині — Мостиський район Львівської області). Середню освіту здобув у Сяноці та Самбірській гімназії, після чого закінчив юридичний факультет Львівського університету з дипломом доктора. Вже під час навчання у гімназії брав участь у молодіжному русі студентів під антиавстрійськими, слов'янофільскими та русофільскими гаслами . Під час навчання у Львівському університеті був активним членом студентського товариства «Друг» і Львівського Ставропігійського братства.
Після розвалу Австро-Угорщини переселився до Перемишля, де проживав до 1946 року. 

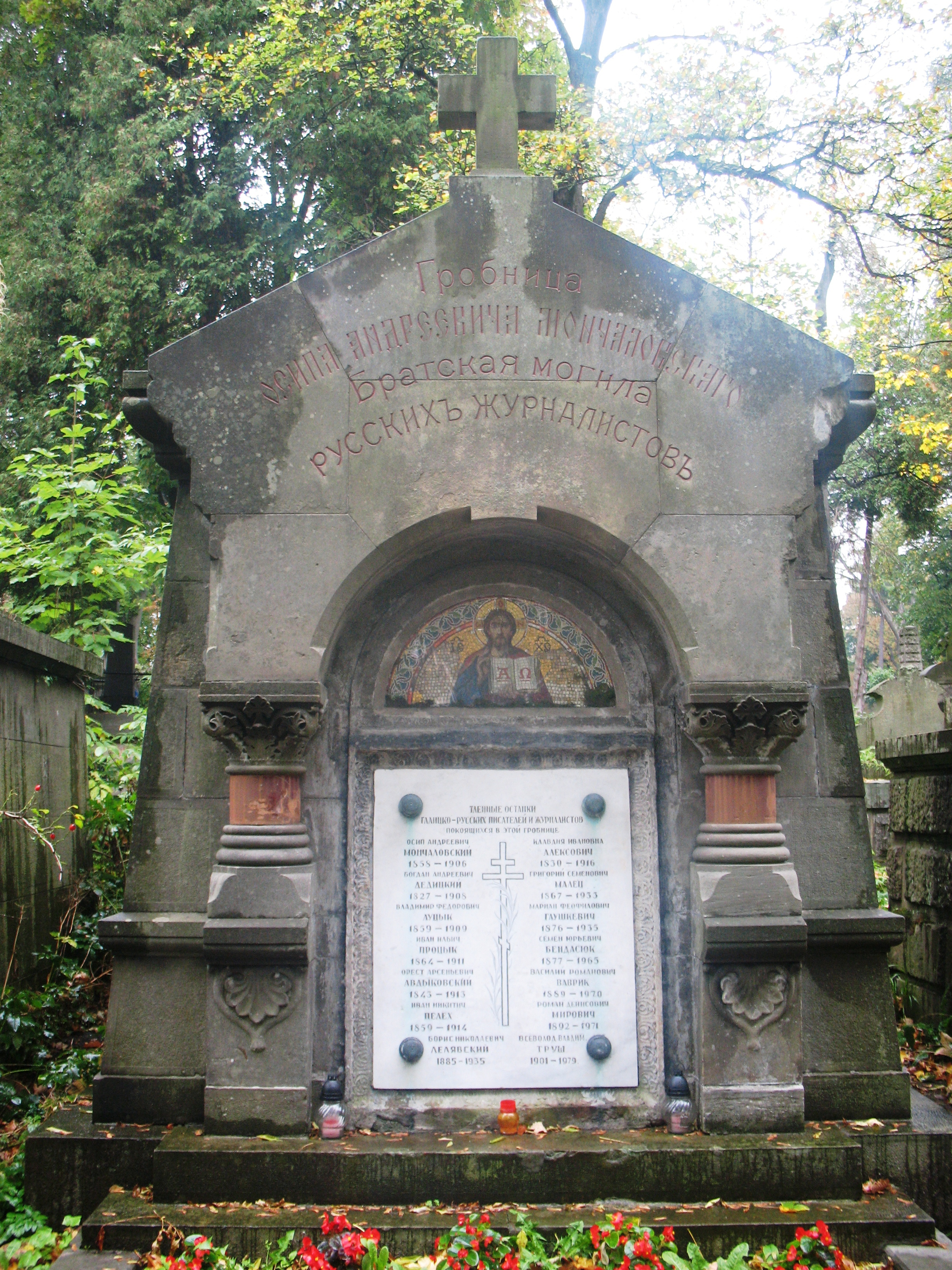
Гробівець «Братская могила русскихъ журналистовъ», у якій похований Мирович

Після демаркації радянсько-польського кордону, яка залишила Перемишль у складі Польщі, переселився до Львова, де проживав до смерті.
Помер 1971 року в Львові. Похований у спільному гробівці галицьких журналістів та письменників москвофільської орієнтації «Братская могила русскихъ журналистовъ», що на полі № 72 Личаківського цвинтаря.

## Історик та публіцист
Основним напрямком історико-архівних досліджень та публіцистичних виступів Романа Мировича на багато років стала тема австрійського терору проти галицьких москвофілів під час Першої Світової війни, очевидцем якого він був. Результатом багаторічних досліджень стали упоряджені каталоги, здебільшого не надруковані — «Алфавітний покажчик жертв австро-угорського терору проти населення Галицької та Буковинської Русі в першу світову війну з бібліографічними даними» (1954—1960, 488 стор., рукопис), «Краткий огляд літератури о мартирології карпаторусского народу під час першої світової війни» (35 стор, рукопис), «Пам'яті народного мученика священика М. Г. Сандовича» (1961) та ін..
Мирович також виступав як публіцист, написав низку статей переважно на історичні питання. Ця діяльність стала майже неможливою після 1939 року, коли всі газети русофільского напрямку були закриті. Писав російською мовою та язичієм.

## Праці
- Алфавитный указатель жертв австро-мадьярского террора во время Первой мировой войны на областях Галицкой и Буковинской Руси с автобиографическими и библиографическими. — Львов, 1954—1960.
- Защитительная речь и заключительное слово доктора Кассиана Дмитриевича Богатырца перед венским военным судом — замечательный исторический документ (не надруковано).
- Краткий обзор литературы о мартирологии карпаторусского народа в Первую мировую войну 1914—1918 (рукопись)
- В 44-ю годовщину Перемышльской трагедии//Русский голос, Варшава, 1958
- Бывает у книг своя судьба
- Доктор В. Р. Ваврик (некролог)//Журнал Московской Патриархии — 1971 — № 1 — с.18-19.